# Eric Caldow
Eric Caldow (Cumnock, 14 mei 1934 – 4 maart 2019) was een Schots voetballer die als verdediger speelde. 
Caldow speelde 265 wedstrijden voor Rangers in de periode tussen 1952 en 1966 en speelde 40 interlands voor Schotland.
Hij speelde ook voor Stirling Albion en Corby Town en was manager van Corby Town, Hurlford United en Stranraer. 